# Bermicourt
 Bermicourt  es una población y comuna francesa, situada en la región de Norte-Paso de Calais, departamento de Paso de Calais, en el distrito de Arras y cantón de Saint-Pol-sur-Ternoise.

## Demografía
| 165 | 159 | 146 | 143 | 127 | 128 |
| Para los censos de 1962 a 1999 la población legal corresponde a la población sin duplicidades (Fuente: INSEE [Consultar]) |     |     |     |     |     |